# Pachyteles
Pachyteles is een geslacht van kevers uit de familie van de loopkevers (Carabidae). De wetenschappelijke naam van het geslacht is voor het eerst geldig gepubliceerd in 1830 door Perty.

## Soorten
Het geslacht Pachyteles omvat de volgende soorten:
- Pachyteles angulicollis (Schaum, 1863)
- Pachyteles angustatus Chaudoir, 1868
- Pachyteles arechavaletae Chaudoir, 1868
- Pachyteles aspericollis Bates, 1874
- Pachyteles bacillus Bates, 1881
- Pachyteles baleni Steinheil, 1875
- Pachyteles balli Deuve, 2005
- Pachyteles barclayi Deuve, 2005
- Pachyteles batesi (Chaudoir, 1868)
- Pachyteles besckii (Chaudoir, 1854)
- Pachyteles biguttatus (Solier, 1849)
- Pachyteles brasiliensis (Gray, 1832)
- Pachyteles brunneus (Dejean, 1825)
- Pachyteles cartagoensis Deuve, 2004
- Pachyteles castaneus (Dejean, 1831)
- Pachyteles cayennensis (Banninger, 1949)
- Pachyteles claritarsalis Deuve, 2005
- Pachyteles colasi Deuve, 2001
- Pachyteles confusus (Chaudoir, 1854)
- Pachyteles costaricensis Deuve, 2004
- Pachyteles cotopaxiensis Deuve, 2005
- Pachyteles decellei Deuve, 2005
- Pachyteles delauneyi Fleutiaux & Salle, 1889
- Pachyteles digiulioi Deuve, 2000
- Pachyteles distinctus Chaudoir, 1868
- Pachyteles ecuadorensis Deuve, 2005
- Pachyteles elongatus (Chaudoir, 1854)
- Pachyteles enischnus Ball & Mccleve, 1990
- Pachyteles excisus Chaudoir, 1868
- Pachyteles filiformis (Castelnau, 1834)
- Pachyteles fuliginellus Bates, 1874
- Pachyteles funcki Chaudoir, 1868
- Pachyteles fuscocephalus Deuve, 2001
- Pachyteles fusculus Bates, 1874
- Pachyteles gibbus Banninger, 1928
- Pachyteles glaber (Klug, 1834)
- Pachyteles goniaderus Bates, 1874
- Pachyteles guyanensis Deuve, 2005
- Pachyteles gyllenhalii (Dejean, 1825)
- Pachyteles haroldi Steinheil, 1875
- Pachyteles inflatus ,
- Pachyteles kuntzeni (Banninger, 1927)
- Pachyteles lacordairei Chaudoir, 1868
- Pachyteles laevigatus (Dejean & Boisduval, 1829)
- Pachyteles longicornis Bates, 1884
- Pachyteles longulus Chaudoir, 1868
- Pachyteles marginicollis (Solier, 1849)
- Pachyteles mexicanus (Chaudoir, 1848)
- Pachyteles modestus Chaudoir, 1868
- Pachyteles morio (Klug, 1834)
- Pachyteles napoensis (Deuve, 2001)
- Pachyteles navattae Deuve, 2005
- Pachyteles nicaraguensis Bates, 1891
- Pachyteles nigripennis Brulle, 1837
- Pachyteles olivieri Chaudoir, 1868
- Pachyteles omodon Chaudoir, 1868
- Pachyteles oxyomus Chaudoir, 1868
- Pachyteles parca LeConte, 1884
- Pachyteles parvicollis Chaudoir, 1868
- Pachyteles pascoei Schaum, 1863
- Pachyteles peruvianus Bates, 1874
- Pachyteles politus (Reiche, 1842)
- Pachyteles porrectus Chaudoir, 1868
- Pachyteles praeustus (Castelnau, 1834)
- Pachyteles punctulatus Chaudoir, 1868
- Pachyteles rogerii (Dejean, 1825)
- Pachyteles roubaudi Deuve, 2004
- Pachyteles semirufus Chaudoir, 1868
- Pachyteles seriatoporoides Deuve, 2004
- Pachyteles seriatoporus Chaudoir, 1868
- Pachyteles seriatus (Chaudoir, 1854)
- Pachyteles seriepunctatus Chaudoir, 1868
- Pachyteles setifer Bates, 1874
- Pachyteles striola Perty, 1830
- Pachyteles sulcipennis Bates, 1874
- Pachyteles tapajonus Bates, 1874
- Pachyteles tarsalis (Banninger, 1927)
- Pachyteles taylorae Deuve, 2005
- Pachyteles telesfordi (Deuve, 2001)
- Pachyteles toulgoeti Deuve, 2005
- Pachyteles trinidadensis Deuve, 2004
- Pachyteles tuberculatus Perty, 1830
- Pachyteles undulatus Bates, 1874
- Pachyteles verruciger Chaudoir, 1868
- Pachyteles verrucosus Chaudoir, 1868
- Pachyteles vignai Deuve, 2000